# Ferran Soriano i Rivero
Ferran Soriano i Rivero, escultor, poeta i pintor (Barcelona, barri de Les Corts,1-10-1944) és resident al barri de Bellvitge de l’Hospitalet de Llobregat.

## Biografia
Va néixer en una família de treballadors d’origen humil. El seu pare, Joaquim Soriano, era català i la seva mare, Dolors, aragonesa. L'any 1969 va fixar la seva residència al barri de Bellvitge de l’Hospitalet de Llobregat, i va obrir l'estudi-obrador a Sant Boi de Llobregat (comarca del Barcelonès).
A l'edat de dotze anys va deixar l’escolarització i es posà a treballar d’ajudant en un taller de rellotgeria. A catorze anys va entrar d'aprenent en el taller de planxisteria on treballava el seu pare. En aquest taller, Ferran Soriano va aprendre l’ofici de planxista que, entre altres coses, el feia ser creatiu, ja que havia de suplir amb el seu treball la manca de recursos i materials d'aquella època de postguerra.
L'escriptor i polític Francesc Candel remarcà la incidència dels orígens socials dels quals els artistes procedissin. El ser d'origen humil i haver de dedicar moltes hores a treballar sempre ha estat un impediment per dedicar-se a l'estudi i a la creació. La condició de precarietat econòmica és un llast que pocs artistes poden superar, com és el cas de Ferran Soriano.
La seva vocació plàstica surt de la seva afició al dibuix que va tenir a la seva infantesa. A l'edat de divuit anys ja visitava exposicions d’art i es va inscriure en un curs de dibuix per correspondència, dins l'estil realista. Va començar a pintar a l’oli i explorava fent volums i relleus. Soriano va fer la seva primera exposició a l'Agrupació d’Amics de la Música de l’Hospitalet de Llobregat. Aquesta exposició es componia d'una quarantena de quadres i tres petites escultures fetes amb xapa de ferro. Des d'aquesta exposició (any 1971) Ferran Soriano ha participat en més de setanta certàmens i exposicions a Espanya i a França, Itàlia, Portugal, EUA, Països Baixos, Unió Soviètica i altres llocs.

## Escultura
El seu pare era planxista de professió i Ferran s'inicià en el modelatge de l’acer fent d'aquest ofici una entrada a l'art en escultures. A l'edat de trenta anys va anar a París en viatge d'estudis. L'Ajuntament de l'Hospitalet li concedí una beca per anar a Roma (1975) sota la direcció de l'escultor Ricardo de Miceli. En tornar a Barcelona va entrar en la tècnica del gravat amb Josep Badia, l'any 1980.
La seva obra ha passat per diferents etapes i estils fent abstracció sensual de l'estil realista. La seva obra gràfica coincideix amb les escultures sense afegir-hi cap altra dimensió. Es troben escultures seves en espais públics de Barcelona, de l’Hospitalet de Llobregat, com per exemple la de nom Vol de coloms, (1976) al·legòrica, en acer inoxidable, i a Sant Boi de Llobregat, Begues, Sant Pere de Ribes i altres ciutats de l'estat i dels Països Baixos. Des de l'any 1970 ha fet exposicions individuals com la del 18 de setembre de 2009 al Centre d'Art can Castells del Departament de Cultura de l'Ajuntament de Sant Boi del Llobregat amb el títol Els meus homenatges. En aquesta exposició, a més d'unes vint obres seves hi havia l’escultura A Conxa Ibáñez i la pintura A Paco Candel. També ha participat en exposicions col·lectives a Catalunya i a l’estranger. El 22 d'agost de l'any 2012 va participar en la Setmana de la Cultura Catalana a Guadalajara (Mèxic).
L'any 1973 Soriano va coincidir amb Paco Candel en una emissió radiofònica del programa Estudio de Arte a Ràdio Barcelona. A partir d'aquest esdeveniment varen iniciar una relació d'amistat gràcies a la coincidència en el seu posicionament humanista en temes socials i polítics. Aquest mateix any, Candel va escriure el document de presentació sobre l'exposició que Soriano va fer al Taller de Picasso de Barcelona. Ja l'any 2005, Soriano va participar en la creació de la Fundació Paco Candel, dos anys abans del decés de Candel.
Amb la idea d’usar materials industrials, com feia Gargallo, Soriano s'apropava a l’estil expressionista, en el que es coneix com a art pobre (utilització de materials de rebuig) i també en l'art matèric, amb Antoni Tàpies, que incorpora materials no necessàriament de rebuig com cordes, sorra, etc. (la matèria significant-se pròpiament). Soriano es proposa exposar sense fer-hi entrar cap valoració o prejudici. Per comprendre una escultura, Ferran Soriano demana que es pugui observar des de qualsevol angle. Per aprofundir més enllà de la percepció visual que un observador tingui de les seves obres, Soriano, així com Miquel Martí i Pol, aporta l'ús del sentit del tacte per palpar les escultures i així s'amplia el camp de la percepció.

## Galeria d'imatges

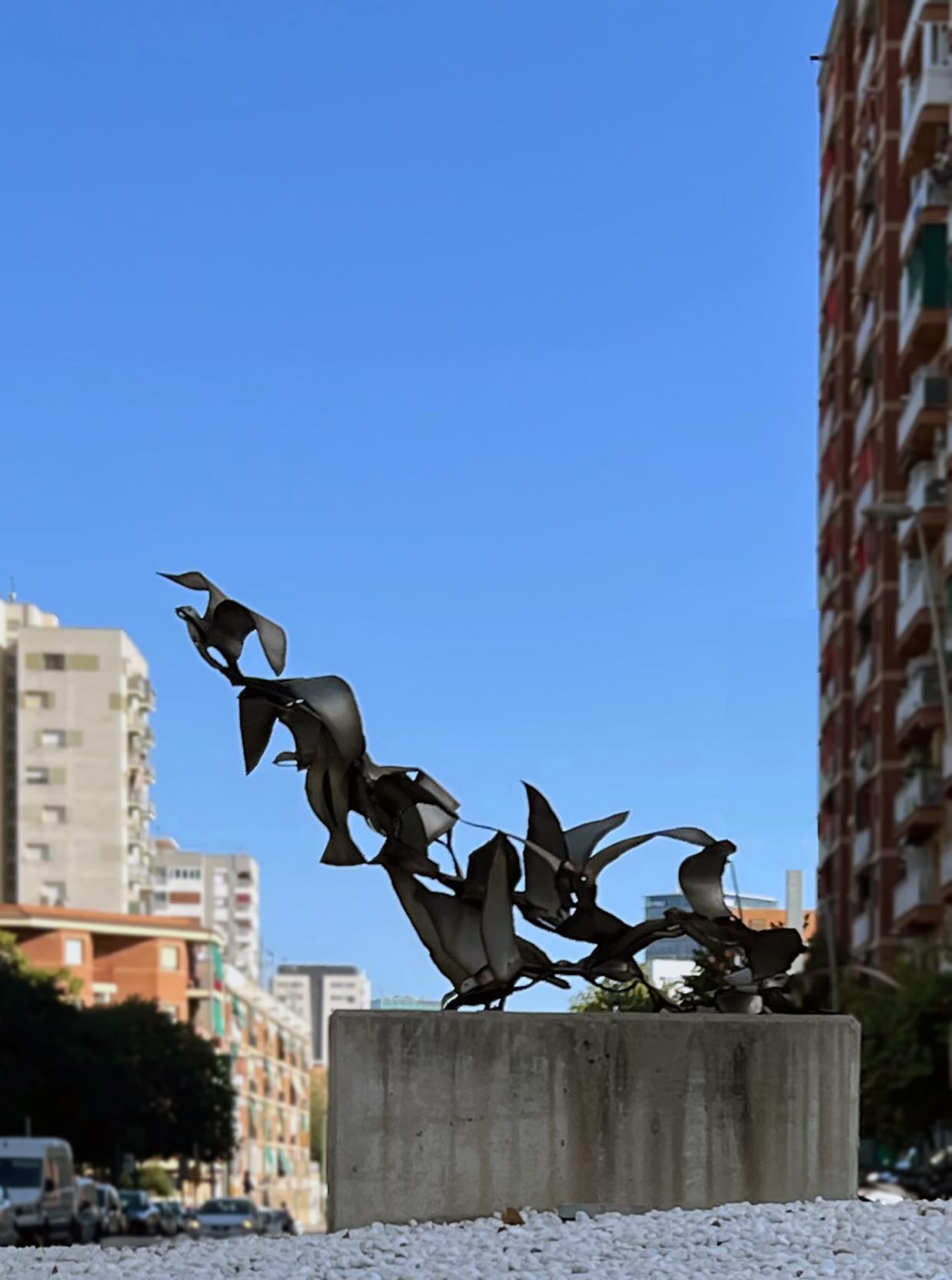
Escultura Vol de coloms
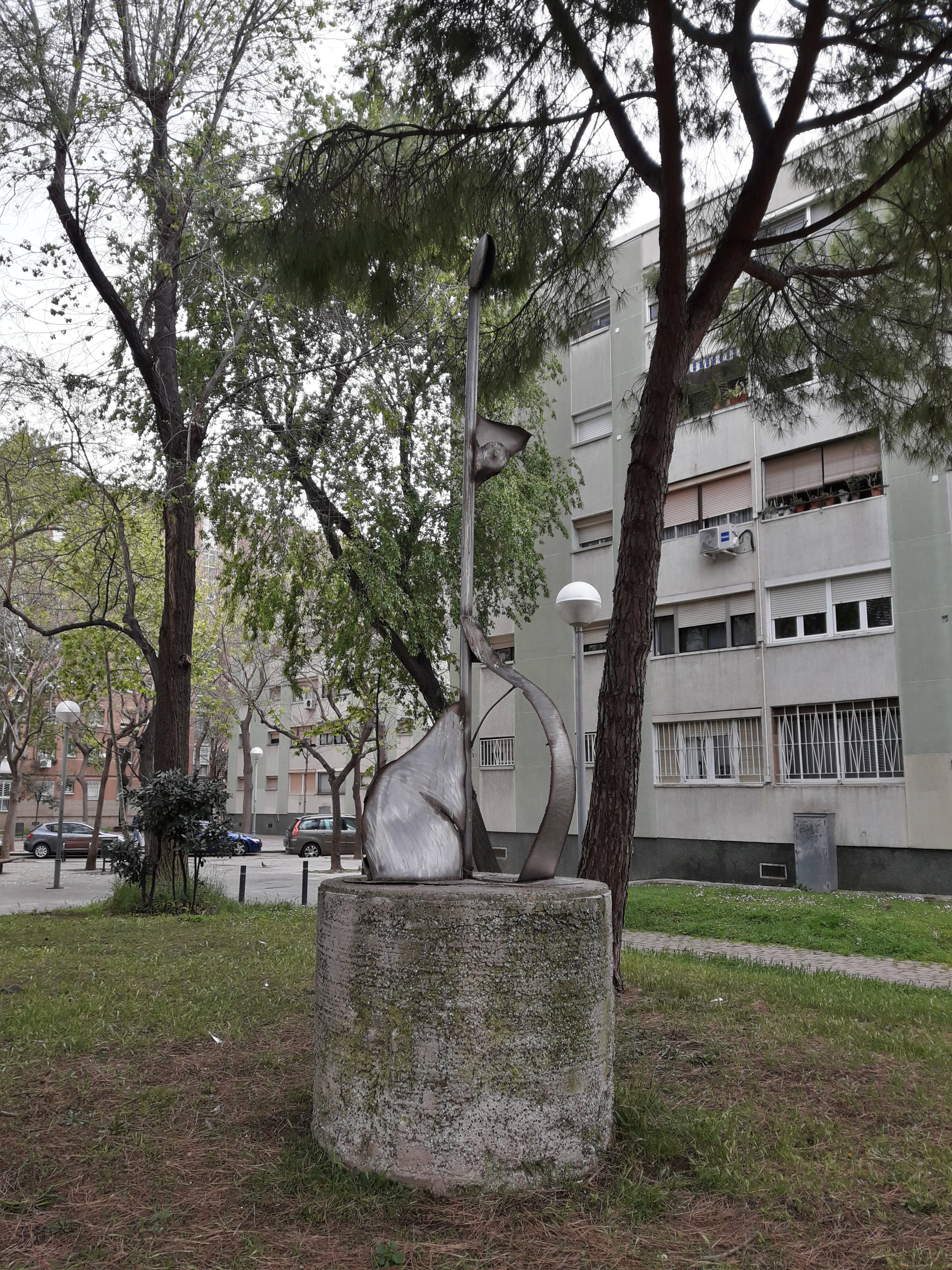
Contrapunt
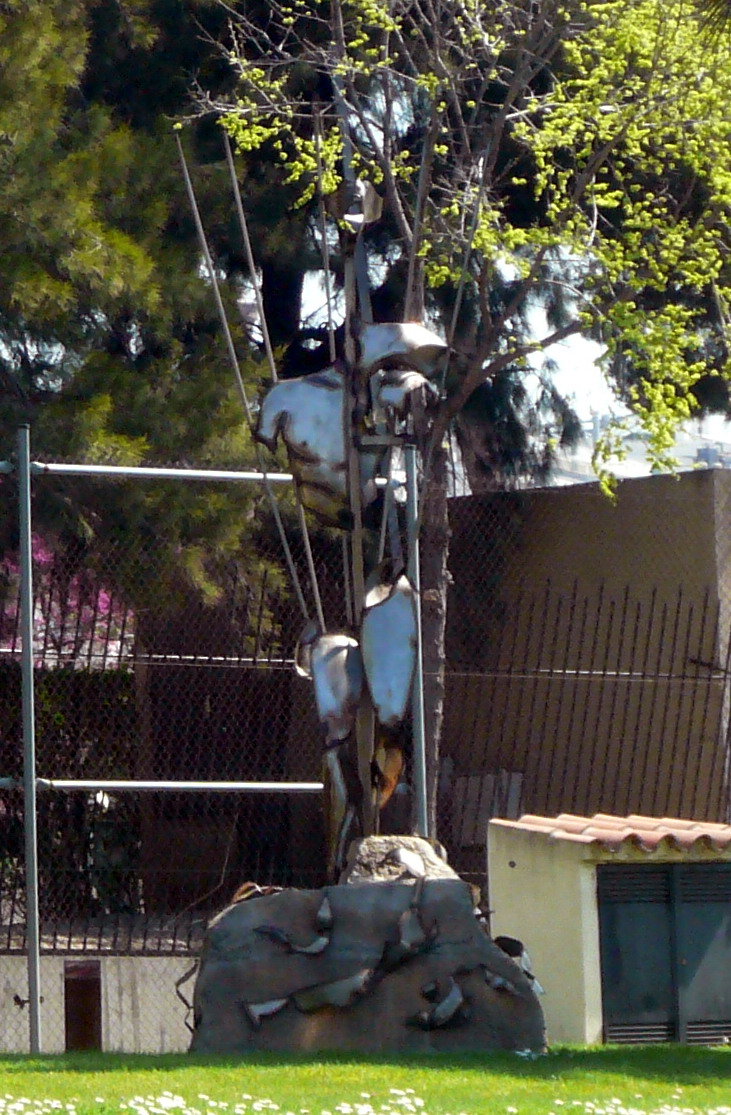
Projecció de l'atleta mediterrani
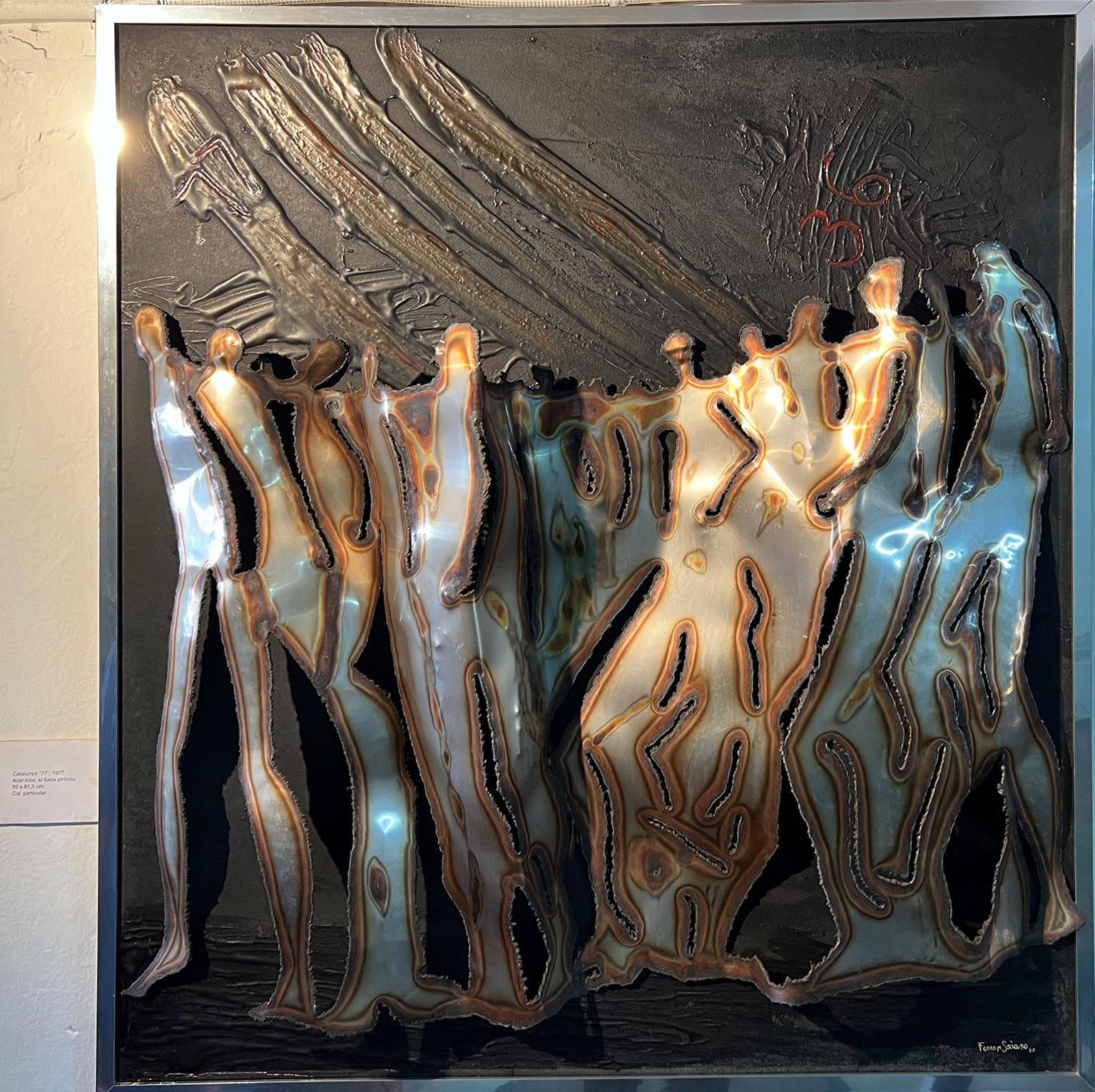
Representació ideal de Catalunya
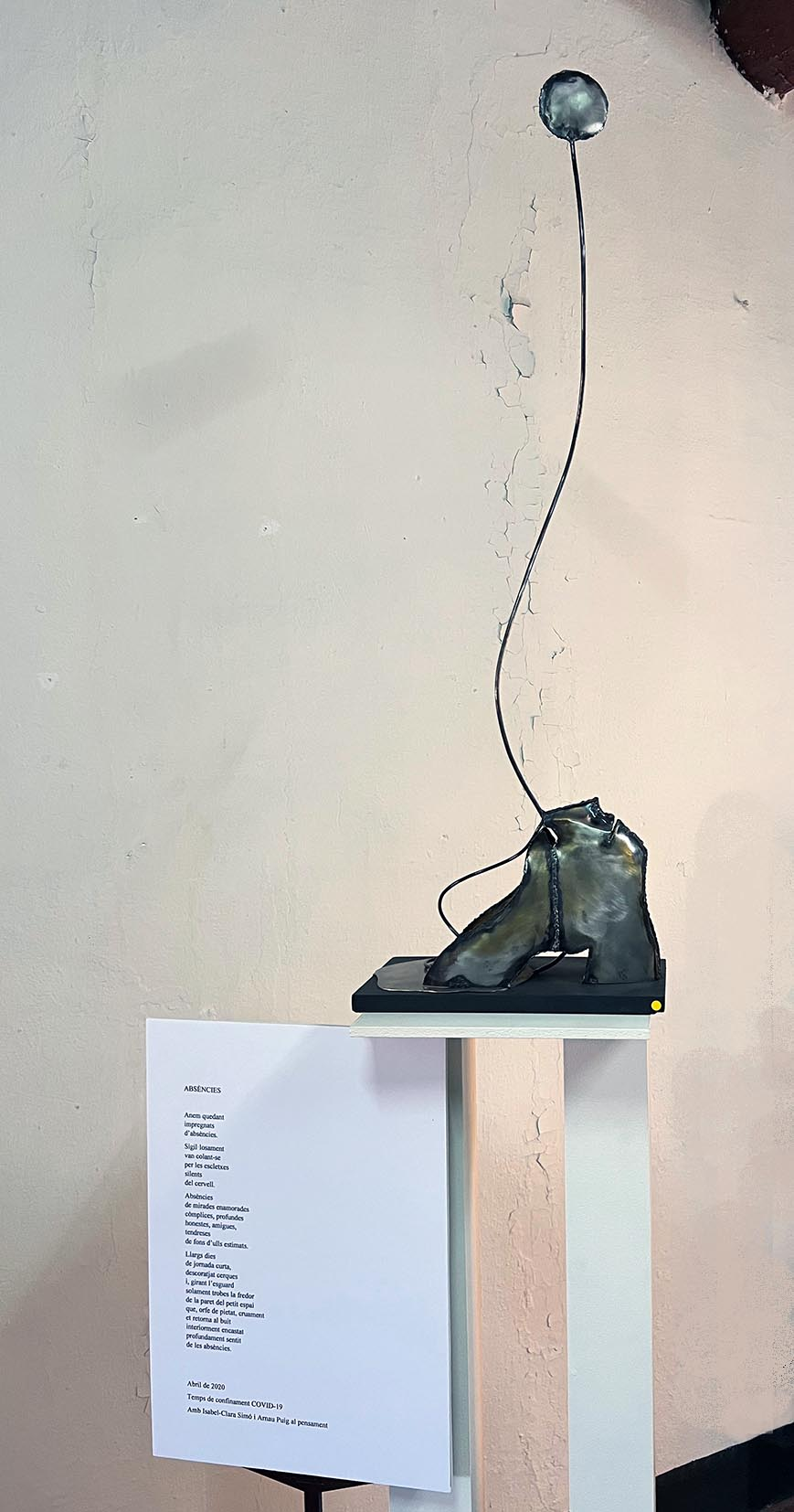
Mostra l'impacte de la pandèmia Covid al 2020
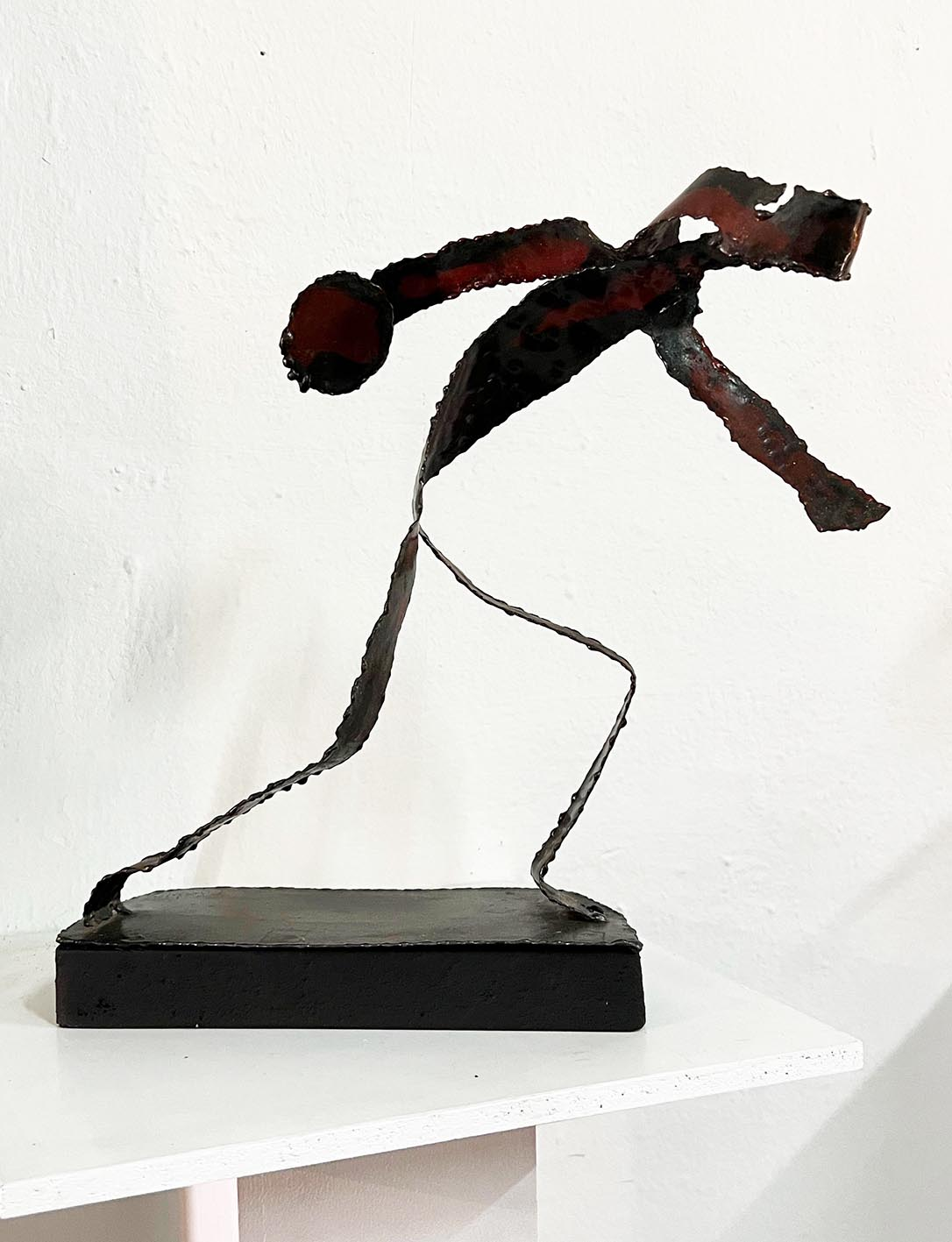
Primera escultura de Soriano. Art amb material industrial de rebuig.
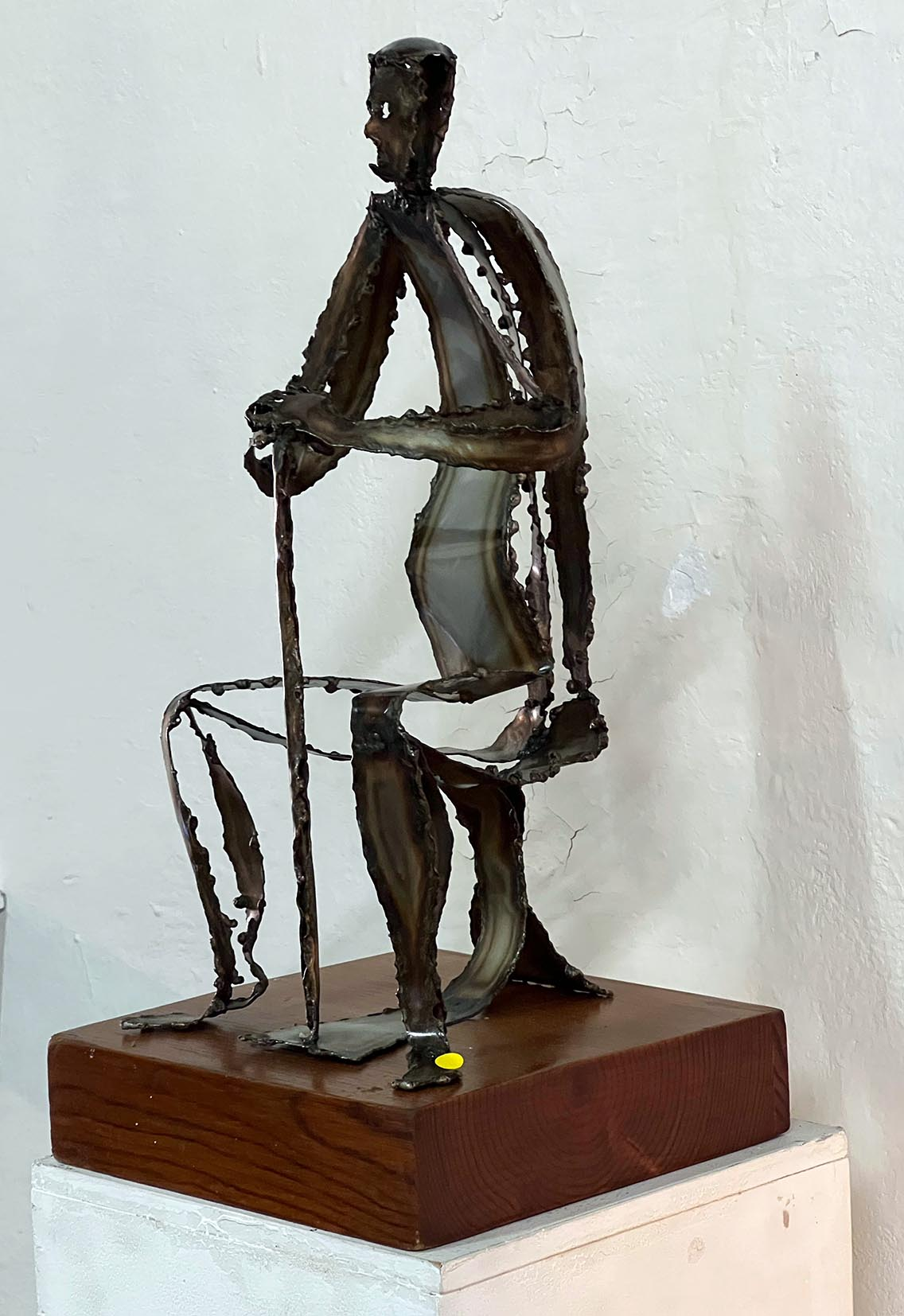
Ancià seient amb un bastó

## Obres literàries
Ferran Soriano també va crear literatura i és autor d'obres literàries sobre l'escultura. També ha publicat alguns contes i relats i poesia amb il·lustracions pròpies com, per exemple, el recopilatori de poemes Cronologia d’un temps (2016), 4 estacions 4 (2017), Des d’una imatge (2018) i Escorrialles (2022).

## Exposicions rellevants[3]
Llista incompleta
- 1971 Agrupació d’amics de la Música. L’Hospitalet de Llobregat.
- 1973 Galeria Taller de Picasso. Barcelona.
- 1975 Galleria L’Albatros. Roma. Itàlia.
- 1980 Galeria EDAF. Madrid.
- 1985. Sala Arte al Día. Biblioteca Española. París, França.
- 1988 Centre d’Art Alexandre Cirici “Cercant Ítaca” (Itinerant L’Hospitalet - Nova York  EUA – Perpinyà, França).
- 1992 Museu d’Art Modern de Tarragona.
- 1994 Blanquerna Sala Llibreria Catalana. Madrid.
- 1995 Museu Monjo. Vilassar de Mar.
- 1995 Centre Tecla Sala  (antològica 25 anys de treball). L’Hospitalet de Llobregat.
- 1999 Galeria Bogaard Art. Helmond. Holanda.
- 2005 Darby Louise Art. Chicago EUA.
- 2012 Museu de Guadalajara. (Setmana de la Cultura Catalana) Jalisco-Mèxic.